# U-864 (1943)
El U-864 (1943) fue un submarino de la Alemania nazi del tipo IXD2. Participó en diferentes acciones durante la Segunda Guerra Mundial. El 5 de diciembre de 1944 partió de Kiel en su  última misión con la finalidad de transferir tecnología alemana a Japón, transportaba gran cantidad de mercurio así como dos técnicos japoneses,  piezas y dibujos de aviones de combate alemanes. El 9 de febrero de 1945, mientras regresaba de Japón a Bergen (Noruega) para reparar averías en un motor, fue detectado y hundido por el submarino británico HMS Venturer, falleciendo todos sus 73 tripulantes. Es la única acción  documentada en la historia de la guerra naval de un submarino hundido intencionadamente por otro mientras ambos estaban sumergidos. En el año 2003 fue descubierto el casco partido en dos en las proximidades de la isla de Fedje a una profundidad de 150 metros.

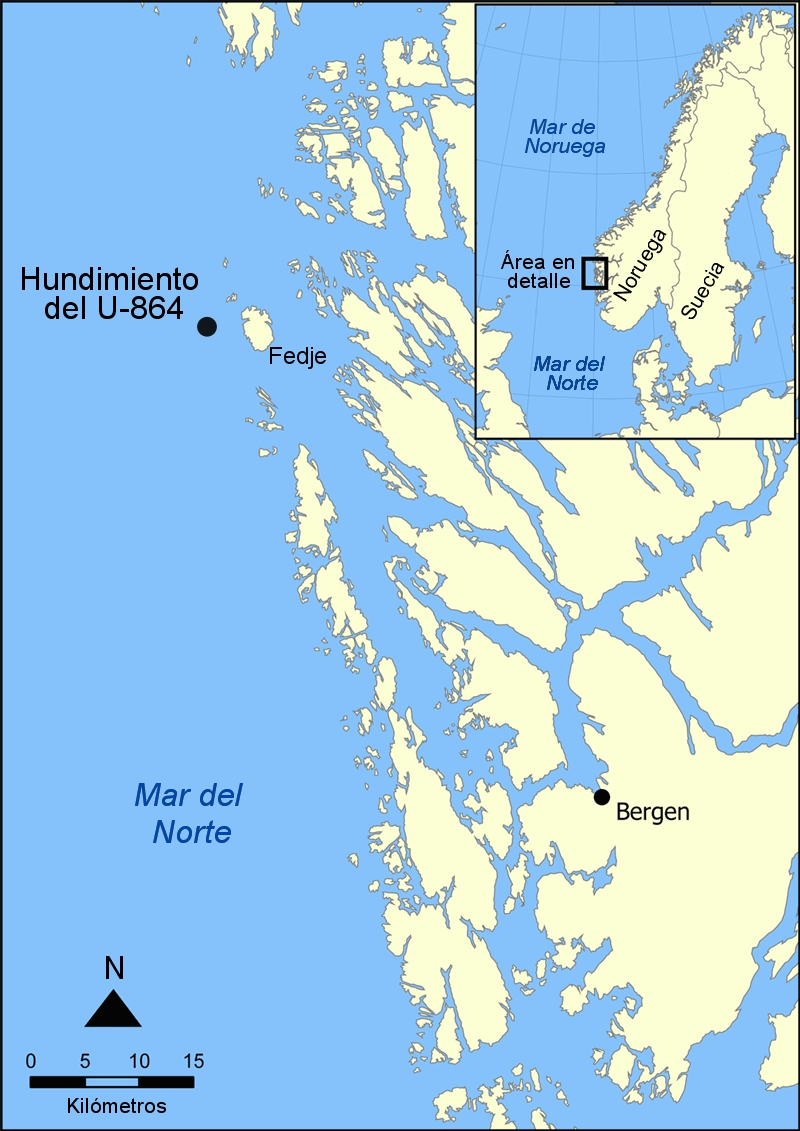
Localización del hundimiento del U-864.

## Características
Su velocidad máxima en superficie era 20.8 nudos (38.5 km/h) y sumergido 6.9 nudos (12.8 km/h). Durante la inmersión tenía autonomía para 224 km a 2 nudos de velocidad (3.7 km/h). En superficie tenía autonomía para 23 610 km a una velocidad de 10 nudos (19 km/h).